# Acmopolynema inaequale
Acmopolynema inaequale är en stekelart som beskrevs av Fidalgo 1989. Acmopolynema inaequale ingår i släktet Acmopolynema och familjen dvärgsteklar. Inga underarter finns listade i Catalogue of Life.